# Кашенцев, Евгений Николаевич
Евгений Николаевич Кашенцев (род. 3 декабря 1971) — советский и белорусский футболист, нападающий. Выступал за сборную Беларуси.

## Клубная карьера
Начинал свою карьеру в барнаульском «Динамо». После своего дебютного сезона перешёл в минское «Динамо», за которое выступал на протяжении шести сезонов, провёл за команду свыше ста матчей. В 1995 году перешёл в израильский «Маккаби», в составе которого стал чемпионом Израиля. После «Маккаби» провёл ещё два года в более скромных израильских клубах и вернулся в барнаульское «Динамо», в котором и завершил профессиональную карьеру.
С 2008 года выступал за в различных любительских турнирах (ЛФЛ).

## Карьера в сборной
С момента дебюта за сборную Беларуси, в матче против сборной Эквадора который состоялся 27 января 1993 года, провёл одиннадцать встреч.

## Достижения
- Чемпион Беларуси (4): 1992, 1992/93, 1993/94, 1994/95
- Чемпион Израиля (1): 1995/96

Младший брат Николай тоже был футболистом.